# Saint-Genest-d'Ambière
Saint-Genest-d'Ambière är en kommun i departementet Vienne i regionen Nouvelle-Aquitaine i västra Frankrike. Kommunen ligger i kantonen Lencloître som tillhör arrondissementet Châtellerault. År 2022 hade Saint-Genest-d'Ambière 1 211 invånare.

## Befolkningsutveckling
Antalet invånare i kommunen Saint-Genest-d'Ambière
| Referens: INSEE |